# Laephotis
A Laephotis az emlősök (Mammalia) osztályának a denevérek (Chiroptera) rendjébe, ezen belül a kis denevérek (Microchiroptera) alrendjébe és a simaorrú denevérek (Vespertilionidae) családjába tartozó nem.

## Rendszerezés
A nembe az alábbi 4 faj tartozik:
- Laephotis angolensis Monard, 1935
- Laephotis botswanae Setzer, 1971
- Laephotis namibensis Setzer, 1971
- Laephotis wintoni Thomas, 1901 - típusfaj